# Daïra de Bab El Oued
La Circonscription administrative de Bab El Oued est une wilaya déléguée de la wilaya d'Alger dont le chef-lieu est la ville éponyme de Bab El Oued.

## Walis délégués
Le poste de wali délégué de la wilaya déléguée de Bab El Oued a été occupé par plusieurs personnalités politiques nationales depuis sa création.
| N° | Wali délégué         | Début             | Fin               |
| -- | -------------------- | ----------------- | ----------------- |
| 01 | Mohamed Ouchène      | 2 août 1997       | 13 août 2000      |
| 02 | Abdelkader Kadi      | 13 août 2000      | 17 août 2004      |
| 03 | Saïd Meziane         | 17 août 2004      | 30 septembre 2010 |
| 04 | Amar Zerfa           | 30 septembre 2010 |                   |
| 05 |                      | 24 octobre 2013   |                   |
| 06 | Hamana Guenfaf       | 22 juillet 2015   | 7 avril 2021      |
| 07 | El Derradji Bouziane | 7 avril 2021      | 25 août 2021      |
| 08 | Redouane Khelifa     | 25 août 2021      | 14 septembre 2022 |
| 09 | Abdelkarim Zinaï     | 14 septembre 2022 | 20 février 2023   |
| 10 | Fethi Bouzayed       | 20 février 2023   | 6 septembre 2023  |
| 11 | Ahmed Benyoucef      | 6 septembre 2023  | en cours          |

## Communes
La daïra de Bab El Oued est constituée de cinq communes : 
1. Bab El Oued
2. Casbah
3. Bologhine
4. Oued Koriche
5. Raïs Hamidou

## Religion

### Mosquées
La daïra de Bab El Oued compte plusieurs mosquées.
Cette daïra algéroise abrite plusieurs Mosquées dont la Mosquée El Oumma dans la commune de Bologhine.
Cette Mosquée est administrée par la Direction des affaires religieuses et des wakfs d'Alger sous la tutelle du Ministère des Affaires religieuses et des Wakfs.

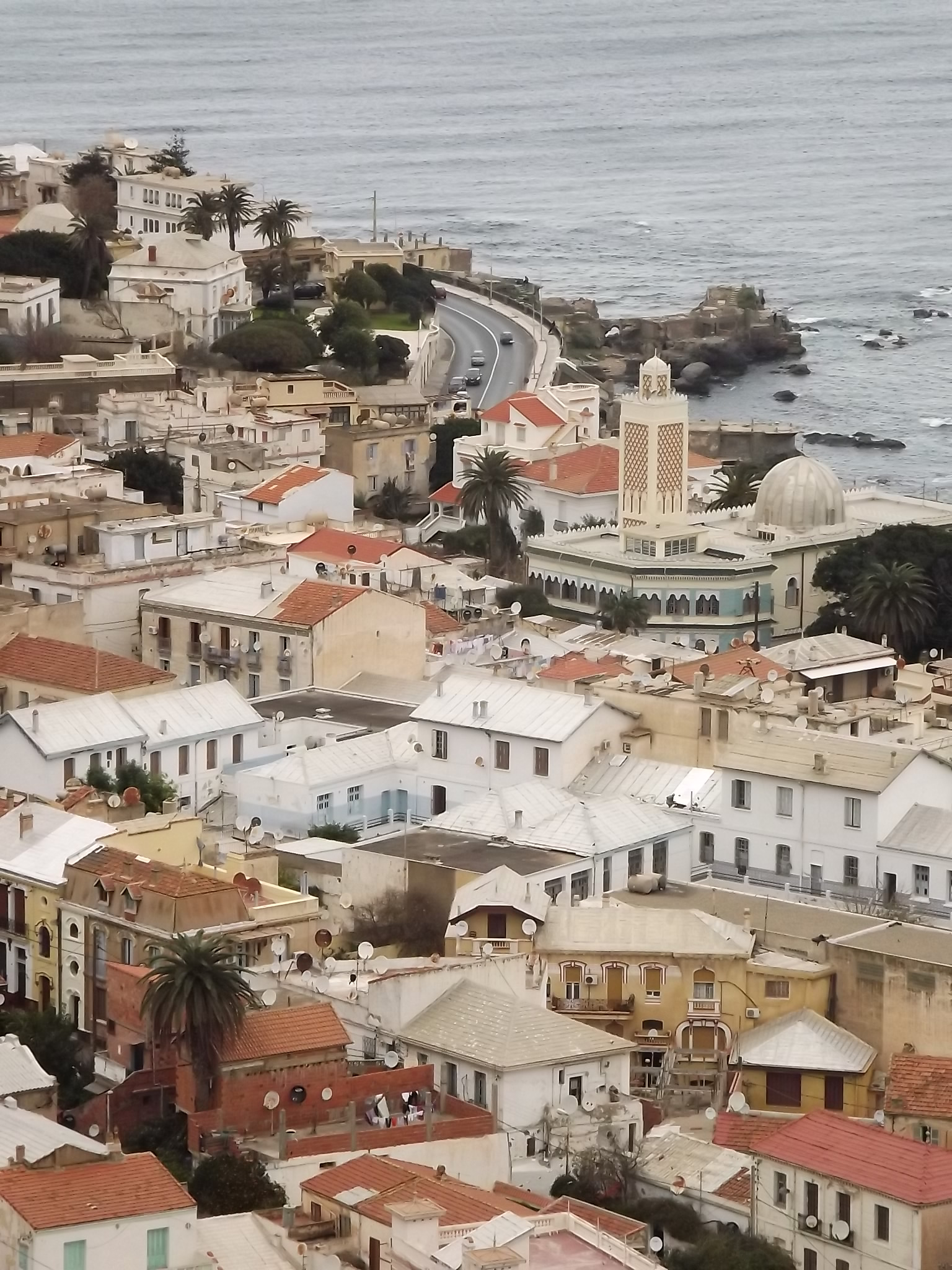
Mosquée El Oumma

### Zaouïas

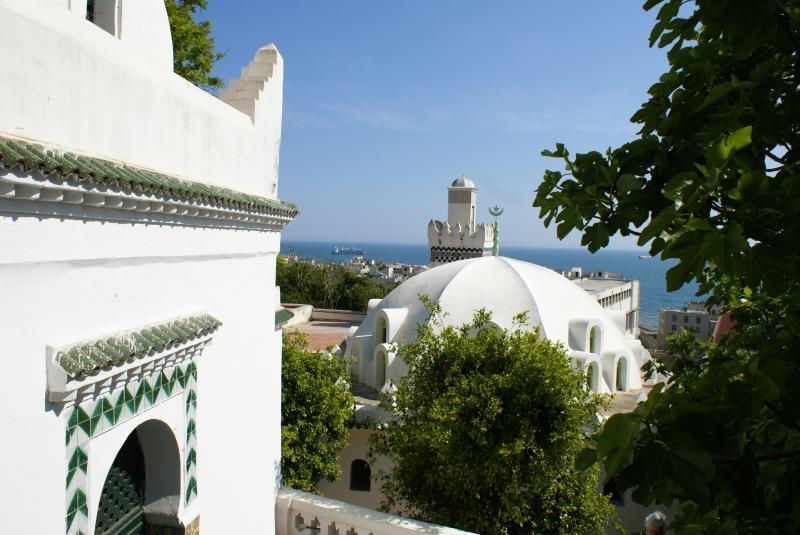
Zaouïa de Sidi Abderrahmane
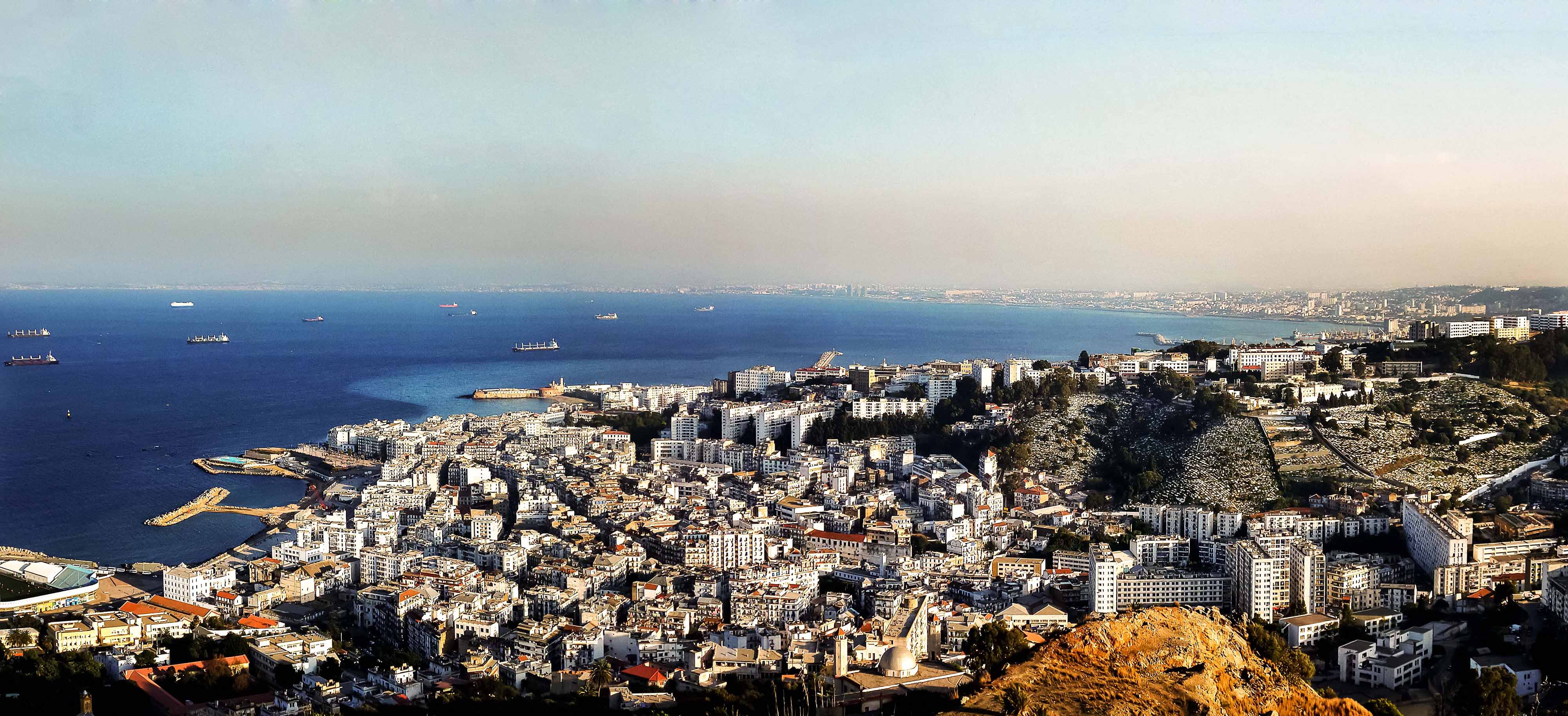
Zaouïa de Sidi Saâdi
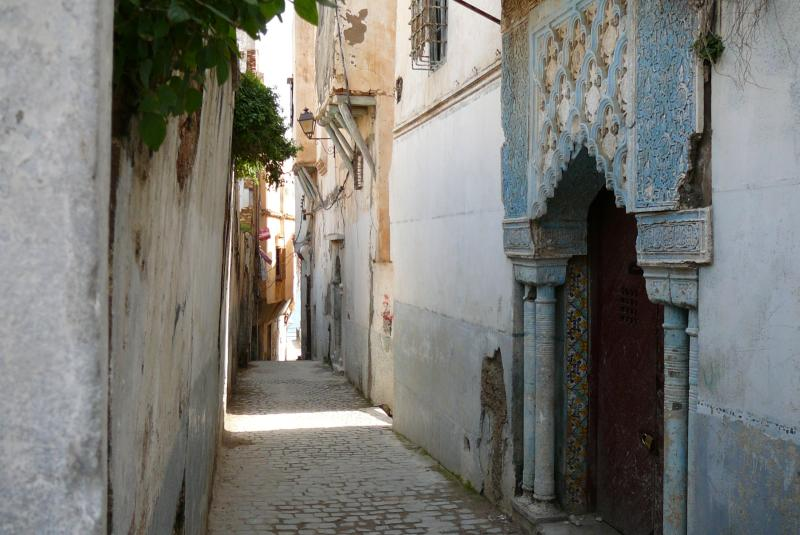
Zaouïa de Sidi Amar

## Institut national de recherche forestière
Cette daïra côtière abrite l'Institut national de recherche forestière (INRF) dans la forêt de Baïnem.

### Personnalités liées à la daïra
- Brahim Boushaki (1912-1997), théologien et indépendantiste algérien.